# ۱۰۴۱ (میلادی)
۱۰۴۱ (میلادی) هزار و چهل و یکمین سال تقویم میلادی است.

## درگذشتگان
- ۱۰ دسامبر - میخائیل چهارم، امپراتور بیزانس

‎